# یگیاتا
یگیاتا (به لاتین: Ygyatta) یک رود در روسیه است که در یاقوتستان واقع شده‌است.